# Risto Siilasmaa
Risto Kalevi Siilasmaa, född 17 april 1966 i Helsingfors, är en finländsk ingenjör och entreprenör.
Risto Siilasmaa utbildade sig till civilingenjör vid Helsingfors tekniska högskola i industriell ekonomi Han grundade 1988 F-Secure tillsammans med Petri Allas. Han var dess vd till 2006, och blev därefter styrelseordförande och är fortfarande företagets huvudägare.
Han var styrelseordförande i Elisa 2008–2012. Han blev ledamot av Nokias styrelse 2008 och blev 2012 styrelseordförande. Mellan september 2013 och april 2014, under en större omställningsperiod, var han interimistisk vd i detta företag. 2014 blev han åter ordförande i styrelsen. Han lämnade uppdraget som styrelseordförande 2020.
Risto Siilasmaa har också gjort sig känd som en så kallad affärsängel i investeringar i nyblivna teknologiska företag som Frosmo, Enevo och Wolt.